# Старостильные церкви
Правосла́вные старости́льные це́ркви — христианские православные церкви, использующие в богослужении юлианский календарь. Название обычно — в религиоведении и в самоназвании церковных организаций (юрисдикций) 
— применяется применительно к православным юрисдикциям вне общения со Вселенским православием в странах, где признанные поместные православные церкви перешли на новоюлианский календарь, а отколовшиеся от них такого рода группы рассматриваются всеми поместными Православными церквами, включая и те, что продолжают в литургической жизни придерживаться «старого стиля», — как неканонические и схизматические. В тех странах и церковных юрисдикциях (Россия, Сербия, Грузия и др.), в которых юлианский календарь используют признанные во Вселенском православии церкви, термин «старостильный» к таким юрисдикциям не применяется.
В Финляндии старостильниками называют членов Патриарших приходов Московского патриархата. Там с середины 1920-х годов действуют несколько русских православных приходов, не подчиняющихся Православной церкви Финляндии и признающих русскую юрисдикцию (до 1945 года юрисдикцию митрополита Евлогия (Георгиевского) и одновременно Синода РПЦЗ, позже их принял Московский патриархат).

## Известные старостильные юрисдикции
- Православные старостильные церкви Греции
  - Истинно православная церковь Греции — Синод Хризостома
    - Греческая православная церковь — Священный синод противостоящих

  - Истинно православная церковь Греции — Синод Авксентия
  - Матфеевские церкви (ряд мелких юрисдикций)
- Православная старостильная церковь Румынии
- Истинно-православная церковь Румынии
- Болгарская старостильная церковь
- Сербская истинно-православная церковь
- Святая православная церковь в Северной Америке
- Православная церковь Западной Европы и Америки
- Истинно-православная церковь Америки

## Канонические юрисдикции, использующие юлианский календарь
- Иерусалимская православная церковь
- Русская православная церковь
- Сербская православная церковь
- Грузинская православная церковь
- Польская православная церковь[2]
- Афон (Константинопольский патриархат); также и в других поместных церквях могут быть отдельные приходы, придерживающиеся юлианского календаря.